# Riesebusch

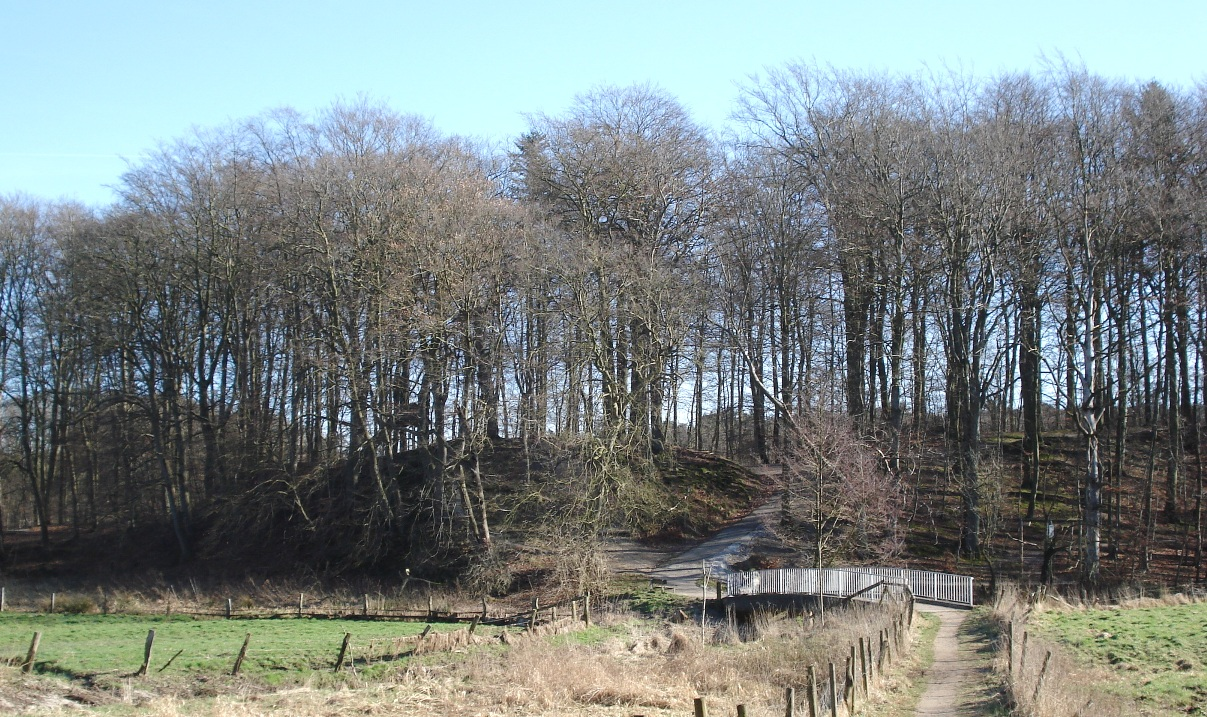
Der Riesebusch in Bad Schwartau – „Lange Hörn“

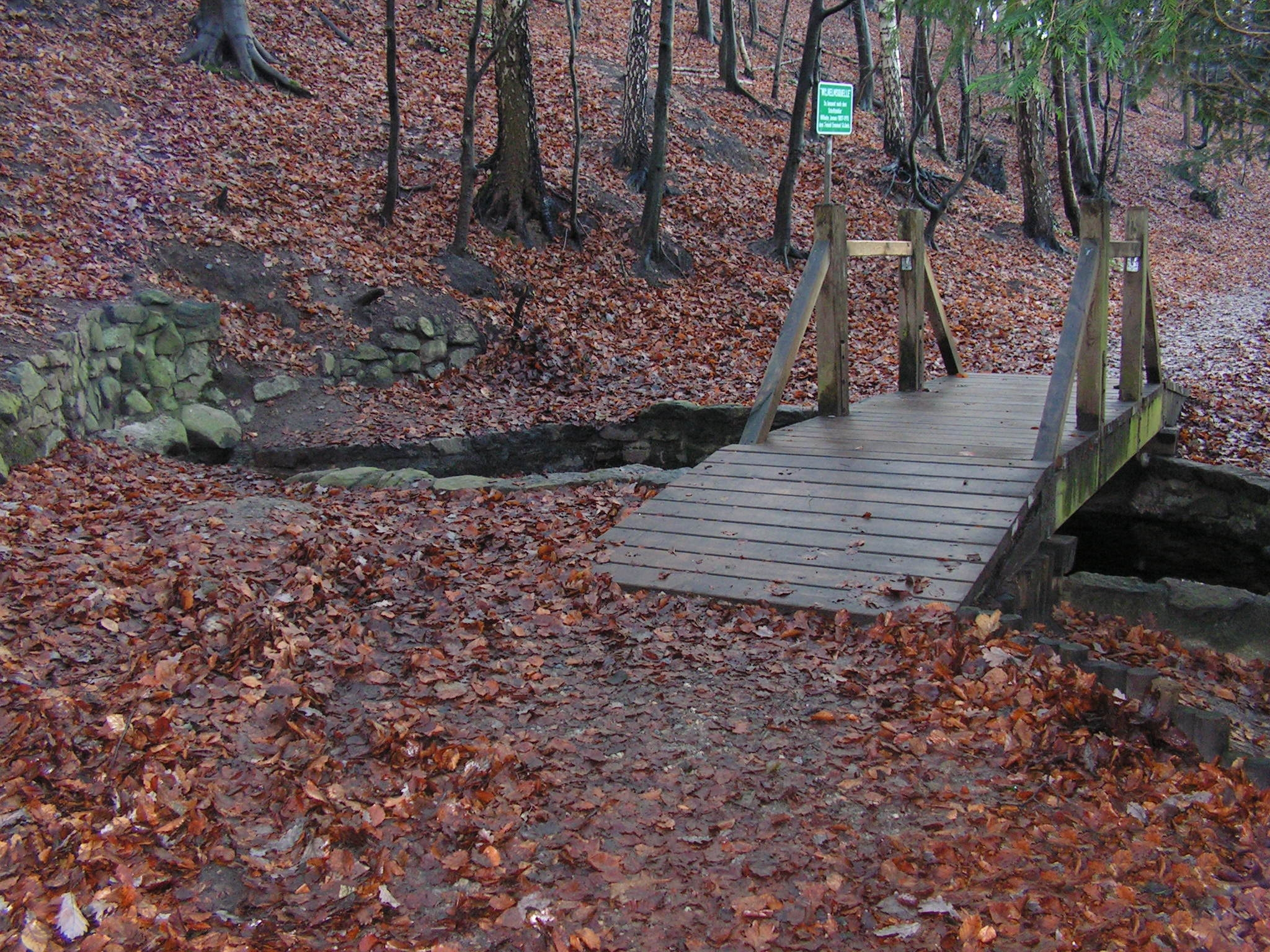
Wilhelmsquelle im Riesebusch

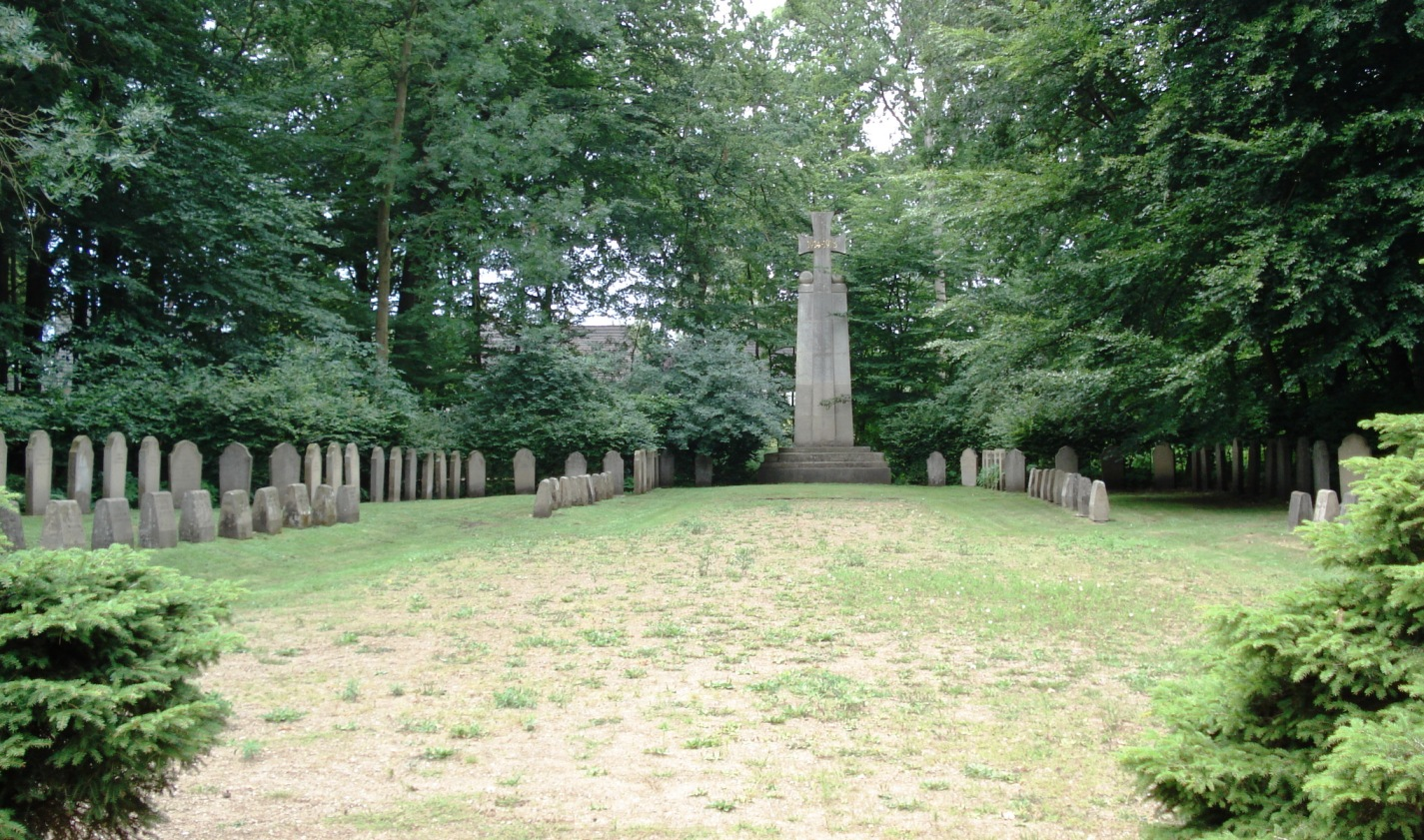
Ehrenhain für die Gefallenen des Ersten Weltkrieges im Riesebusch

Friedrich-August-Warte am Tage ihrer Einweihung, Mittwoch, den 14. Mai 1902

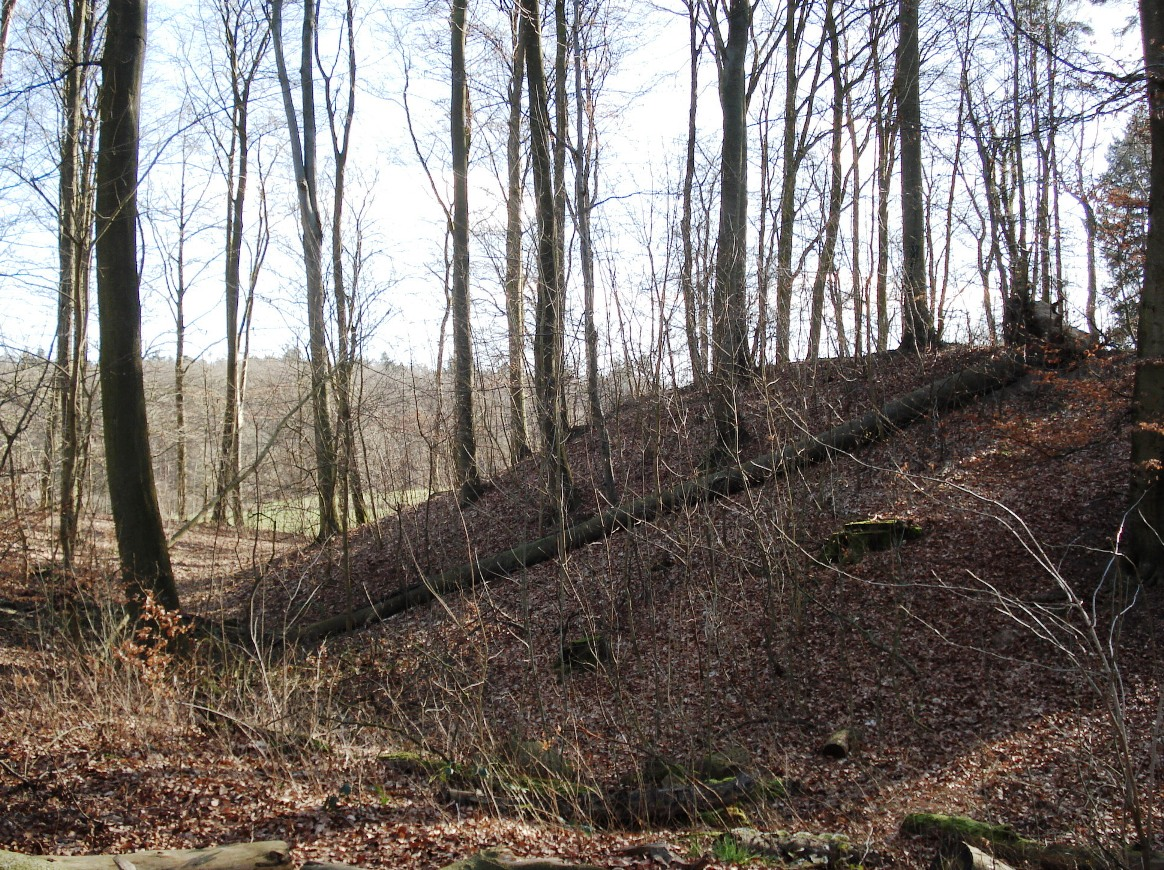
Nördlicher Wall der Burg im Riesebusch

Der Riesebusch („Riese“ von „Reisig“) ist ein zur Stadt Bad Schwartau,  zum Teil zur Gemeinde Ratekau (im Kreis Ostholstein in Schleswig-Holstein) gehörender Wald.
Der Riesebusch beginnt auf dem den Fluss Schwartau begrenzenden Höhenzug und zieht sich von dort aus in Richtung Ratekau. Den Riesebusch durchzieht ein dichtes Netz an Wanderwegen, darunter auch ein Trimm-Dich-Pfad.

## Grabhügel
Im Riesebusch liegen einige (nicht markierte) bronzezeitliche Grabhügel.

## Hortfund im Riesebusch
In den 1960er Jahren wurden im Riesebusch ein Hortfund von einem Flachbeil sowie fünf Spiralröllchen aus Kupfer („Mondsee-Kupfer“) gefunden, die der Frühkupferzeit IIIb / Trichterbecherkultur C zugeordnet werden konnten.

## Ehrenhain im Riesebusch
Im östlichen Teil des Riesebusches befindet sich der 1918 von Harry Maasz gestaltete Ehrenhain für die Gefallenen des Ersten Weltkrieges.

## Friedrich-August-Warte
Östlich des Ehrenhains im Riesebusch befand sich auf einem Höhenzug die Friedrich-August-Warte.
Das war ein aus Zementsteinen und Holzfachwerk errichteter, mit einem Spitzdach gedeckter Aussichtsturm (Warte) von 22,5 Metern Höhe. Der Turm wurde 1902 vom Verschönerungsverein Bad Schwartau nach einer Spendensammlung errichtet und war ein beliebtes Ausflugsziel. 1928 wurde der Turm wegen Baufälligkeit abgerissen.
Benannt war er nach dem oldenburgischen Großherzog Friedrich August II.

## Burg im Riesebusch
Im nördlichsten Teil des Riesebuschs – an der sogenannten „Langen Hörn“ – liegen die Reste der Burg im Riesebusch.

## Sonstiges
- Der Riesebusch und die Wilhelmsquelle wurden von Thomas Mann in dem Roman Buddenbrooks (6. Abschnitt) oder in Ludwig Ewers’ Die Großvaterstadt literarisch verewigt. Bei dem dort beschriebenen Ausflug wandern diese durch den Riesebusch zur Wilhelmsquelle.
- Der Riesebusch und weitere Waldstücke (z. B. der „Mönchskamp“) in der Stadt Bad Schwartau und der Gemeinde Ratekau mit einer Größe von 401 ha sind seit dem 15. August 1956 als Landschaftsschutzgebiet „Schwartauer Waldungen“ ausgewiesen.
- Adolf Hitler hielt am 26. Oktober 1932 auf dem Sportplatz vor über 20.000 (40.000 lt. NSDAP-nahen Zeitungen) Zuhörern seine eigentlich für den 6. November 1932 in Lübeck geplante Rede. Da dort jedoch nach Meinung der Partei der Marktplatz zu klein und der Buniamshof zu abgelegen war, wich man hierhin aus.[1][2]